# Discografia de U2
A discografia do U2 consiste em 14 álbuns de estúdio, 11 álbuns ao vivo, seis coletâneas musicais, dois álbuns de remixes, nove extended plays (EP), sete álbuns de tributo à banda, 18 videografias, 72 vídeos musicais, 67 singles e 16 turnês mundiais. O U2 vendeu mais de 170 milhões de álbuns, colocando-os entre os músicos recordistas de vendas da história. Com 52 milhões de unidades certificadas pela Recording Industry Association of America (RIAA), a banda está na posição de número 22 entre os recordistas de vendas de discos nos Estados Unidos. A banda tem sete álbuns que alcançaram a posição de número 1 nos Estados Unidos, dividindo a posição de número 3 com a banda Led Zeppelin.

## Álbuns

### Álbuns de estúdio
| Álbum | Melhor posição | Melhor posição | Melhor posição | Melhor posição | Melhor posição | Melhor posição | Melhor posição | Melhor posição | Melhor posição | Melhor posição | Melhor posição | Melhor posição | Melhor posição | Melhor posição | Melhor posição | Melhor posição | Melhor posição | Melhor posição | Melhor posição | Melhor posição | Melhor posição | Melhor posição | Melhor posição | Melhor posição | Certificações e vendas (formato físico) |
| Álbum | IRL            | AUS            | AUT            | BEL (FL)       | BEL (VA)       | CAN            | CRO            | DIN            | FIN            | FRA            | ALE            | HOL            | NOR            | ITA            | NZL            | GRE            | POR            | SUE            | HUN            | SUI            | ESP            | MEX            | UK             | EUA            | Certificações e vendas (formato físico) |
| --- | -------------- | -------------- | -------------- | -------------- | -------------- | -------------- | -------------- | -------------- | -------------- | -------------- | -------------- | -------------- | -------------- | -------------- | -------------- | -------------- | -------------- | -------------- | -------------- | -------------- | -------------- | -------------- | -------------- | -------------- | --- |
| Boy - Lançamento: 20 de outubro de 1980 - Gravadora: Island - Formatos: LP, cassete, CD                                             | 13*            | —              | —              | 48             | 60             | 12             | 10             | —              | —              | —              | 89             | 29             | —              | 36             | 13             | —              | —              | 38             | —              | —              | 42             | —              | 52             | 107            | - AUS: Ouro - CAN: Platina - EUA: Platina - RU: Ouro - Mundo: 3 300 000 |
| October - Lançamento: 12 de outubro de 1981 - Gravadora: Island - Formatos: LP, cassete, CD                                         | 17*            | —              | —              | 56             | 47             | —              | 39             | —              | —              | —              | 96             | 31             | —              | 35             | 6              | —              | —              | 40             | —              | —              | 41             | —              | 11             | 104            | - EUA: Platina - RU: Platina - Mundo: 3 200 000 |
| War - Lançamento: 28 de fevereiro de 1983 - Gravadora: Island - Formatos: LP, cassete, CD                                           | 16*            | 9              | —              | 41             | 51             | 4              | 25             | —              | —              | 30             | 59             | 3              | 15             | 31             | 5              | —              | 26             | 2              | —              | —              | 38             | —              | 1              | 70             | - ALE: Ouro - BEL: Platina - BRA: Ouro - CAN: 3x Platina - EUA: 4x Platina - FRA: 2x Platina - RU: 2x Platina - SUI: Ouro - Mundo: 9 000 000 |
| The Unforgettable Fire - Lançamento: 1 de outubro de 1984 - Gravadora: Island - Formatos: LP, cassete, cartucho, CD                 | 53*            | 39             | —              | —              | —              | 5              | 23             | —              | —              | —              | 14             | 1              | 6              | 5              | 1              | —              | 27             | 6              | —              | 24             | —              | —              | 1              | 12             | - CAN: 3x Platina - EUA: 3x Platina - FRA: Ouro - HOL: Ouro - RU: 2x Platina - Mundo: 7 500 000 |
| The Joshua Tree - Lançamento: 9 de março de 1987 - Gravadora: Island - Formatos: LP, cassete, cartucho, CD                          | 53*            | 27             | 1              | 24             | 39             | 1              | 38             | —              | —              | 23             | 1              | 1              | 4              | 1              | 1              | —              | 8              | 1              | —              | 1              | 11             | —              | 1              | 1              | - ALE: 2x Platina - ARG: Platina - AUS: 5x Platina - AUT: 3x Ouro - CAN: Diamante - EUA: Diamante - FIN: Ouro - FRA: 2x Ouro - HOL: Platina - ITA: 9x Platina - NZL: 14x Platina - RU: 6x Platina - Mundo: 25 700 000 |
| Rattle and Hum - Lançamento: 10 de outubro de 1988 - Gravadora: Island - Formatos: LP, cartucho, cassete, CD                        | 43*            | 1              | 1              | —              | —              | —              | 34             | —              | —              | 34             | 1              | 9              | 1              | 47             | 1              | —              | —              | 2              | —              | 1              | 79             | —              | 1              | 29             | - ALE: Platina - ARG: Ouro - BRA: Ouro - CAN: 7x Platina - EUA: 5x Platina - FIN: Ouro - FRA: Ouro - HOL: Platina - SUI: 2x Platina - RU: 4x Platina - Mundo: 13 400 000 |
| Achtung Baby - Lançamento: 19 de novembro de 1991 - Gravadora: Island - Formatos: LP, cassete, CD                                   | 35*            | 1              | 2              | 31             | 20             | 1              | 28             | —              | —              | 37             | 4              | 2              | 4              | 2              | 1              | —              | 4              | 3              | 21             | 3              | 10             | 38             | 2              | 1              | - ALE: Platina - ARG: Platina - AUS: 5x Platina - AUT: Platina - BRA: Ouro - CAN: 9x Platina - EUA: 8x Platina - FIN: Ouro - FRA: 2x Platina - HOL: Platina - NZL: 5x Platina - RU: 4x Platina - SUE: Platina - SUI: Ouro - Mundo: 18 000 000 |
| Zooropa - Lançamento: 6 de julho de 1993 - Gravadora: Island - Formatos: LP, cassete, CD                                            | 35*            | 1              | 1              | —              | —              | 1              | 22             | —              | —              | 1              | 1              | 1              | 3              | —              | 1              | —              | —              | 1              | 7              | 1              | —              | —              | 1              | 1              | - ALE: Ouro - ARG: Platina - AUS: 3x Platina - AUT: Ouro - BRA: Ouro - CAN: 4x Platina - EUA: 2x Platina - FRA: Platina - NZL: 4x Platina - RU: Platina - SUE: Ouro - Mundo: 7 000 000 |
| Pop - Lançamento: 3 de março de 1997 - Gravadora: Island - Formatos: LP, cassete, CD                                                | 37*            | 1              | 1              | 1              | 1              | 1              | 23             | —              | 1              | 1              | 1              | 1              | 1              | —              | 1              | —              | —              | 1              | 2              | 1              | —              | —              | 1              | 1              | - ALE: Ouro - ARG: Platina - AUS: Platina - AUT: Platina - BEL: Platina - BRA: Ouro - CAN: 3x Platina - EUA: Platina - EUR: 2x Platina - FIN: Ouro - FRA: Platina - ITA: 3x Platina - NOR: Platina - RU: Platina - SUE: Ouro - SUI: Platina - Mundo: 6 000 000 |
| All That You Can't Leave Behind - Lançamento: 30 de outubro de 2000 - Gravadoras: Island, Interscope - Formatos: LP, cassete, CD    | 1              | 1              | 1              | 1              | 1              | 1              | 37             | 2              | 1              | 1              | 1              | 1              | 1              | 1              | 1              | —              | —              | 1              | 2              | 2              | 84             | —              | 1              | 3              | - ALE: Platina - ARG: Platina - AUS: 4x Platina - AUT: Platina - BEL: 2x Platina - CAN: 5x Platina - DIN: 2x Platina - EUA: 4x Platina - EUR: 4x Platina - FIN: Ouro - HOL: 2x Platina - HUN: Ouro - POL: Ouro - RU: 2x Platina - SUI: 2x Platina - Mundo: 11 400 000 |
| How to Dismantle an Atomic Bomb - Lançamento: 19 de novembro de 2004 - Gravadoras: Island, Interscope - Formatos: LP, cassete, CD   | 1              | 1              | 1              | 1              | 2              | 1              | 17             | 1              | 1              | 1              | 1              | 1              | 1              | 1              | 1              | —              | 1              | 1              | 4              | 1              | 6              | —              | 1              | 1              | - ALE: 3x Ouro - ARG: 3x Platina - AUS: 4x Platina - AUT: Platina - BRA: 2x Platina - CAN: 5x Platina - DIN: Platina - ESP: 2x Platina - EUA: 3x Platina - EUR: 3x Platina - FIN: Ouro - FRA: Platina - GRE: Ouro - HOL: Ouro - IRL: 10x Platina - JAP: Platina - RU: 4x Platina - Mundo: 9 400 000                                                                        |
| No Line on the Horizon - Lançamento: 27 de fevereiro de 2009 - Gravadoras: Mercury, Interscope, Island - Formatos: CD, download, LP | 1              | 1              | 1              | —              | —              | 1              | 29             | 1              | 1              | 1              | 1              | 1              | 1              | 1              | 1              | 8              | —              | 2              | 1              | 1              | —              | —              | 1              | 1              | - ALE: Platina - ARG: Ouro - AUS: Platina - BEL: Platina - BRA: Platina - CAN: 2x Platina - DIN: 2x Platina - ESP: Platina - EUA: Platina - EUR: Platina - FIN: Ouro - GRE: Platina - HOL: Platina - HUN: Platina - IRL: 4x Platina - ITA: 3x Platina - JAP: Ouro - MEX: Ouro - NZL: Platina - POR: Platina - RU: Platina - SUE: Platina - SUI: Platina - Mundo: 5 000 000 |
| Songs of Innocence - Lançamento: 9 de setembro de 2014 - Gravadora: Island, Universal - Formatos: CD, download, LP                  | 2              | 7              | 2              | 2              | 1              | 5              | 1              | 3              | 10             | 1              | 2              | 1              | 6              | 1              | 6              | 2              | 1              | 2              | 13             | 3              | 1              | —              | 6              | 9              | - AUT: Ouro - BRA: Ouro - ESP: Ouro - ITA: 2× Platina - POL: 2x Platina - Mundo: 650 000 |
| Songs of Experience - Lançamento: 1 de dezembro de 2017 - Gravadora: Island - Formatos: CD, download, LP                            | 4              | 5              | 2              | 1              | 2              | 1              | 1              | 2              | 6              | 2              | 2              | 1              | 5              | 2              | 9              | 10             | 1              | 2              | 7              | 2              | 2              | —              | 5              | 1              | - AUT: Ouro - BEL: Ouro - CAN: Ouro - ESP: Ouro - FRA: Platina - ITA: Platina - POL: Ouro - RU: Prata - Mundo: 1 300 000 |
| Songs of Surrender - Lançamento: 17 de março de 2023 - Gravadora: Island, Interscope - Formatos: CD, download, LP                   | 1              | 3              | 1              | 1              | 1              | 5              | 1              | 8              | 29             | 2              | 1              | 1              | 12             | 1              | 8              | —              | 1              | 24             | 7              | 1              | 2              | —              | 1              | 5              | - FRA: Ouro |
| "—" Não entrou na tabela musical deste país. "*" Fonte de dados de gravações a partir de 2005.                                      |                |                |                |                |                |                |                |                |                |                |                |                |                |                |                |                |                |                |                |                |                |                |                |                | |

### Coletâneas

#### Álbuns de grandes êxitos
| Álbum | Melhor posição | Melhor posição | Melhor posição | Melhor posição | Melhor posição | Melhor posição | Melhor posição | Melhor posição | Melhor posição | Melhor posição | Melhor posição | Melhor posição | Melhor posição | Melhor posição | Melhor posição | Melhor posição | Melhor posição | Melhor posição | Melhor posição | Melhor posição | Melhor posição | Melhor posição | Melhor posição | Melhor posição | Vendas e certificações |
| Álbum | IRL            | AUS            | AUT            | BEL (VA)       | BEL (FL)       | CAN            | DIN            | FIN            | ALE            | HOL            | NOR            | ITA            | NZL            | GRE            | POR            | SUE            | HUN            | SUI            | ESP            | MEX            | JAP            | POL            | UK             | EUA            | Vendas e certificações |
| --- | -------------- | -------------- | -------------- | -------------- | -------------- | -------------- | -------------- | -------------- | -------------- | -------------- | -------------- | -------------- | -------------- | -------------- | -------------- | -------------- | -------------- | -------------- | -------------- | -------------- | -------------- | -------------- | -------------- | -------------- | --- |
| The Best of 1980-1990 - Lançado: 10 de novembro de 1998 - Gravadora: Island - Formatos: LP, cassete, CD   | 20             | 1              | 1              | 1              | 1              | 5              | 8              | 3              | 1              | 1              | 2              | 1              | 1              | —              | —              | 1              | 3              | 1              | 46             | 80             | —              | —              | 4              | 45             | - ALE: Platina - ARG: 3x Platina - AUS: 8x Platina - AUT: 2x Platina - BEL: 6x Platina - CAN: 6x Platina - DIN: Platina - ESP: 4x Platina - EUA: 4x Platina - EUR: 7x Platina - FIN: Ouro - FRA: 2x Platina - GRE: 2x Platina - HUN: Ouro - MEX: Ouro - NOR: Platina - NZL: 9x Platina - POL: Ouro - RU: 5x Platina - SUE: Ouro - SUI: 3x Platina    |
| The Best of 1990-2000 - Lançamento: 4 de novembro de 2002 - Gravadora: Island - Formatos: LP, cassete, CD | 1              | 1              | 1              | 1              | 3              | 1              | 1              | 4              | 4              | 1              | 2              | 1              | 1              | 4              | —              | 6              | 3              | 1              | 43             | 78             | 3              | 2              | 2              | 34             | - ALE:Ouro - ARG: 2x Platina2 - AUS: 2x Platina - AUT: Platina - BEL: 2x Platina - BRA: Platina - CAN: 3x Platina - DIN: Platina - ESP: Platina - EUR: 3x Platina - EUA: Platina - FIN: Platina - FRA: 2x Ouro - GRE: Platina - HOL: Platina - HUN: Platina - MEX: Ouro - NZL: 4x Platina - POL: Ouro - RU: 2x Platina - SUE: Ouro - SUI: 2x Platina |
| U218 Singles - Lançamento: 17 de novembro de 2006 - Gravadora: Island - Formatos: LP, cassete, CD         | 1              | 1              | 2              | 2              | 6              | 3              | 3              | 10             | 5              | 3              | 5              | 4              | 1              | 6              | 2              | 4              | 7              | 1              | 2              | 45             | 9              | 4              | 4              | 12             | - ALE: Platina - ARG: Platina - AUS: 4x Platina - BEL: Platina - BRA: Platina - CAN: Platina - DIN: Platina - ESP: Platina - EUR: 2x Platina - GRE: Platina - HUN: Platina - IRL: 6x Platina - ITA: 3x Platina - JAP: Ouro - MEX: Ouro - NZL: 4x Platina - POL: 2x Platina - POR: Platina - RU: 3x Platina - RUS: Platina - SUI: Platina             |
| "—" Não entrou na tabela musical deste país.                                                              |                |                |                |                |                |                |                |                |                |                |                |                |                |                |                |                |                |                |                |                |                |                |                |                | |

#### Edições limitadas
| Ano  | Álbum |
| ---- | --- |
| 2004 | Unreleased & Rare - Lançamento: 23 de novembro de 2004 - Gravadora: Island - Formato: Arquivos de áudio protegidos (AAC) |
| 2009 | Medium, Rare & Remastered - Lançado: 27 de março de 2009 - Gravadora: Island - Formato: CD                               |
| 2011 | Duals - Lançado: 5 de maio de 2011 - Gravadora: Interscope - Formato: CD                                                 |

### Extended plays(EP)
| Ano                                          | Álbum | Melhor posição | Melhor posição | Melhor posição | Melhor posição | Vendas e certificações           |
| Ano                                          | Álbum | EUA            | NOR            | SUE            | UK             | Vendas e certificações           |
| -------------------------------------------- | --- | -------------- | -------------- | -------------- | -------------- | -------------------------------- |
| 1979                                         | Three - Lançado: 1 de setembro de 1979 - Gravadora: CBS - Formatos: LP                                                  | —              | —              | —              | —              | N/A                              |
| 1985                                         | Wide Awake in America - Lançado: 1 de maio de 1985 - Gravadora: Island - Formatos: LP, cassete, CD                      | 37             | 16             | 11             | 11             | - CAN: Platina - EUA: 2x Platina |
| 1997                                         | Please: Popheart Live - Lançado: 8 de setembro de 1997 - Gravadora: Island - Formatos: LP, cassete, CD                  | —              | —              | —              | —              | N/A                              |
| 2002                                         | 7 - Lançado: 22 de janeiro de 2002 - Gravadora: Interscope - Formatos: CD                                               | —              | —              | —              | —              | N/A                              |
| 2003                                         | Exclusive - Lançado: 24 de abril de 2003 - Gravadora: Island - Formatos: Download digital                               | —              | —              | —              | —              | N/A                              |
| 2004                                         | Early Demos - Lançado: 23 de novembro de 2004 - Gravadora: Island - Formatos: Download digital                          | —              | —              | —              | —              | N/A                              |
| 2004                                         | Live from Under the Brooklyn Bridge - Lançamento: 9 de dezembro de 2004 - Gravadora: Island - Formato: Download digital | —              | —              | —              | —              | N/A                              |
| 2010                                         | Wide Awake in Europe - Lançamento: 26 de novembro de 2010 - Gravadora: Interscope - Formato: LP                         | —              | —              | —              | —              | N/A                              |
| 2019                                         | Europa EP - Lançamento: 13 de abril de 2019 - Gravadora: Island - Formato: LP                                           | 15a            | —              | —              | —              | N/A                              |
| "—" Não entrou na tabela musical deste país. | |                |                |                |                |                                  |

Observações
- ↑a  presença na parada musical "Vinyl Albums" da Billboard.[202]

### Álbuns ao vivo
| Ano                                          | Álbum | Melhor posição | Melhor posição | Melhor posição | Melhor posição | Melhor posição | Melhor posição | Melhor posição | Melhor posição | Melhor posição | Melhor posição | Melhor posição | Melhor posição | Melhor posição | Melhor posição | Vendas e certificações |
| Ano                                          | Álbum | IRL            | AUS            | BEL (FL)       | BEL (VA)       | CAN            | CRO            | ALE            | HOL            | NZL            | POR            | SUE            | ESP            | UK             | EUA            | Vendas e certificações |
| -------------------------------------------- | --- | -------------- | -------------- | -------------- | -------------- | -------------- | -------------- | -------------- | -------------- | -------------- | -------------- | -------------- | -------------- | -------------- | -------------- | ---------------------- |
| 1983                                         | Under a Blood Red Sky - Lançamento: 21 de novembro de 1983 - Gravadora: Island - Formatos: LP, cassete, CD                 | 48             | 39             | 39             | 51             | 22             | 26             | 20             | 5              | 1              | 20             | 22             | 36             | 2              | —              | - RU: 3x Platina       |
| 2000                                         | Hasta la Vista Baby! - Lançamento: 1 de janeiro de 2000 - Gravadora: Island - Formato: CD                                  | —              | —              | —              | —              | —              | —              | —              | —              | —              | —              | —              | —              | —              | —              | N/A                    |
| 2004                                         | Live from Boston 1981 - Lançamento: 23 de novembro de 2004 - Gravadora: Island, Interscope - Formato: Download digital     | —              | —              | —              | —              | —              | —              | —              | —              | —              | —              | —              | —              | —              | —              | N/A                    |
| 2004                                         | Live from the Point Depot - Lançamento: 23 de novembro de 2004 - Gravadora: Island, Interscope - Formato: Download digital | —              | —              | —              | —              | —              | —              | —              | —              | —              | —              | —              | —              | —              | —              | N/A                    |
| 2005                                         | U2.COMmunication - Lançamento: 22 de abril de 2005 - Gravadora: Island - Formato: CD                                       | —              | —              | —              | —              | —              | —              | —              | —              | —              | —              | —              | —              | —              | —              | N/A                    |
| 2006                                         | Zoo TV Live - Lançamento: 18 de novembro de 2006 - Gravadora: Island - Formato: CD                                         | —              | —              | —              | —              | —              | —              | —              | —              | —              | —              | —              | —              | —              | —              | N/A                    |
| 2007                                         | U2 Go Home: Live from Slane Castle - Lançamento: 21 de novembro de 2007 - Gravadora: Island - Formato: CD                  | —              | —              | —              | —              | —              | —              | —              | —              | —              | —              | —              | —              | —              | —              | N/A                    |
| 2008                                         | Live from Paris - Lançamento: 21 de julho de 2008 - Gravadora: iTunes - Formato: Download digital                          | —              | —              | —              | —              | —              | —              | —              | —              | —              | —              | —              | —              | —              | 54             | N/A                    |
| 2012                                         | U22: A 22 Track Live Collection from U2360° - Lançamento: 1 de maio de 2012 - Gravadora: Island - Formato: CD              | —              | —              | —              | —              | —              | —              | —              | —              | —              | —              | —              | —              | —              | —              | N/A                    |
| 2012                                         | From the Ground Up: Edge's Picks - Lançamento: 17 de dezembro de 2012 - Gravadora: Island - Formato: CD                    | —              | —              | —              | —              | —              | —              | —              | —              | —              | —              | —              | —              | —              | —              | N/A                    |
| "—" Não entrou na tabela musical deste país. | |                |                |                |                |                |                |                |                |                |                |                |                |                |                |                        |

### Álbuns deremixes
| Ano  | Álbum                                                                                          |
| ---- | ---------------------------------------------------------------------------------------------- |
| 1995 | Melon: Remixes for Propaganda - Lançado: 30 de março de 1995 - Gravadora: Island - Formato: CD |
| 2010 | Artificial Horizon - Lançado: 25 de março de 2010 - Gravadora: Interscope - Formatos: CD, LP   |

### Álbuns de vídeo
| Ano                                          | Álbum | Melhor posição | Melhor posição | Melhor posição | Melhor posição | Melhor posição | Melhor posição | Melhor posição | Melhor posição | Melhor posição | Melhor posição | Melhor posição | Melhor posição | Melhor posição | Melhor posição | Melhor posição | Melhor posição | Melhor posição | Melhor posição | Melhor posição | Melhor posição | Melhor posição | Melhor posição | Melhor posição | Vendas e certificações                               |
| Ano                                          | Álbum | IRL            | JAP            | AUS            | AUT            | BEL (FL)       | BEL (VA)       | BRA            | DIN            | FIN            | FRA            | ALE            | HOL            | NOR            | ITA            | NZL            | POR            | SUE            | HUN            | SUI            | ESP            | ARG            | RU             | EUA            | Vendas e certificações                               |
| -------------------------------------------- | --- | -------------- | -------------- | -------------- | -------------- | -------------- | -------------- | -------------- | -------------- | -------------- | -------------- | -------------- | -------------- | -------------- | -------------- | -------------- | -------------- | -------------- | -------------- | -------------- | -------------- | -------------- | -------------- | -------------- | ---------------------------------------------------- |
| 1984                                         | Live at Red Rocks: Under a Blood Red Sky - Lançamento: 21 de novembro de 1983 - Gravadora: Island - Formatos: VHS, CD, DVD                                 | —              | —              | 39             | —              | 39             | 51             | —              | —              | —              | 9              | 20             | 5              | —              | 24             | 1              | 20             | 22             | —              | 3              | 36             | —              | 8              | 3a             | N/A                                                  |
| 1985                                         | The Unforgettable Fire Collection - Lançamento: 1 de março de 1985 - Gravadoras: Island, PolyGram, Columbia - Formato: VHS                                 | —              | —              | —              | —              | —              | —              | —              | —              | —              | —              | —              | —              | —              | —              | —              | —              | —              | —              | —              | —              | —              | —              | —              | N/A                                                  |
| 1992                                         | Achtung Baby: The Videos, the Cameos, and a Whole Lot of Interference from Zoo TV - Lançamento: 1 de junho de 1992 - Gravadora: Island - Formatos: VHS, LD | —              | —              | —              | —              | —              | —              | —              | —              | —              | —              | —              | —              | —              | —              | —              | —              | —              | —              | —              | —              | —              | —              | —              | - EUA: Platina                                       |
| 1994                                         | Zoo TV: Live from Sydney - Lançamento: 17 de abril 1994 - Gravadoras: Island, PolyGram, UMG - Formatos: VHS, DVD                                           | —              | 48             | —              | —              | —              | —              | —              | —              | 2              | —              | 32             | 1              | —              | 2              | —              | —              | 1              | 1              | 77             | 1              | —              | 1              | 1b             | - RU: Platina                                        |
| 1998                                         | Popmart: Live from Mexico City - Lançamento: 22 de novembro de 1998 - Gravadoras: Island, PolyGram, UMG - Formatos: VHS, DVD                               | —              | 48             | —              | 2              | 1              | 1              | —              | 2              | —              | 18             | 15             | 2              | 1              | 1              | 1              | —              | 1              | 4              | —              | —              | —              | 2              | 1c             | - AUS: Ouro - BRA: Ouro - MEX: Platina - RU: Platina |
| 1999                                         | The Best of 1980-1990 DVD - Lançamento: 27 de julho de 1999 - Gravadoras: Island, PolyGram - Formatos: VHS, CD                                             | —              | —              | —              | —              | —              | —              | —              | —              | —              | —              | —              | —              | —              | —              | —              | —              | —              | —              | —              | —              | —              | —              | —              | - ARG: 5x Platina                                    |
| 2001                                         | Elevation 2001: Live from Boston - Lançamento: 26 de novembro de 2001 - Gravadoras: Island, Interscope - Formato: DVD                                      | 2              | —              | 1              | —              | —              | —              | —              | 3              | —              | —              | —              | 1              | —              | 13             | —              | —              | 2              | —              | —              | —              | —              | 4              | 1d             | - RU: 2x Platina                                     |
| 2002                                         | The Best of 1990-2000 DVD - Lançamento: 2 de dezembro de 2002 - Gravadora: Island, Interscope - Formatos: VHS, DVD                                         | —              | —              | —              | —              | —              | —              | —              | —              | —              | —              | —              | —              | —              | —              | —              | —              | —              | —              | —              | —              | —              | —              | —              | - SUE: Ouro                                          |
| 2003                                         | U2 Go Home: Live from Slane Castle - Lançamento: 17 de novembro de 2003 - Gravadora: Island - Formatos: DVD, CD                                            | 2              | 49             | 1              | 2              | 2              | 5              | —              | 1              | —              | 15             | 42             | 1              | 1              | 2              | 1              | 3              | 2              | 13             | 25             | 2              | —              | 1              | 8e             | - RU: 2x Platina                                     |
| 2005                                         | Vertigo 2005: Live from Chicago - Lançamento: 14 de novembro de 2005 - Gravadoras: Island, Interscope - Formato: DVD                                       | 6              | 81             | 1              | 1              | 1              | 2              | —              | 1              | 2              | 12             | 20             | 1              | 1              | 1              | 1              | 1              | 1              | 3              | 24             | 1              | —              | 2              | 2f             | - SUI: Ouro                                          |
| 2006                                         | Vertigo: Live from Milan - Lançamento: 17 de novembro de 2006 - Gravadora: Island - Formato: DVD                                                           | —              | —              | —              | —              | —              | —              | —              | —              | —              | —              | —              | —              | —              | —              | —              | —              | —              | —              | —              | —              | —              | —              | —              | N/A                                                  |
| 2006                                         | U218 Videos - Lançamento: 17 de novembro de 2006 - Gravadora: Island - Formato: DVD                                                                        | —              | —              | 3              | 2              | —              | —              | —              | 8              | —              | —              | —              | —              | 6              | 3              | 1              | —              | 4              | —              | —              | —              | —              | —              | —              | - NZL: Platina                                       |
| 2010                                         | U2 360° at the Rose Bowl - Lançamento: 7 de junho de 2010 - Gravadora: Mercury - Formatos: DVD, Blu-ray                                                    | 2              | 33             | 1              | 1              | 1              | 1              | —              | 1              | 1              | 5h             | 1              | 1              | 1              | 1              | 1              | 1              | 1              | 1              | 1              | 1              | 1              | 1              | 1i             | - RU: Ouro                                           |
| 2016                                         | Innocence + Experience: Live in Paris - Lançamento: 10 de junho de 2016 - Gravadora: Island - Formatos: DVD, Blu-ray. download digital                     | —              | 27             | 3              | 2              | 1              | 1              | 4              | 1              | 1              | 1              | 3              | 1              | —              | —              | —              | 1              | 1              | 16             | 1              | 1              | —              | 1              | 1j             | - POR: Ouro                                          |
| "—" Não entrou na tabela musical deste país. | |                |                |                |                |                |                |                |                |                |                |                |                |                |                |                |                |                |                |                |                |                |                |                |                                                      |

Observações
- ↑a  presença na parada musical "Top Music Videocassettes" da Billboard.[272]
- ↑b ↑c ↑d ↑e ↑f ↑i ↑j  apontam presença na parada musical "Top Music Videos" e "Music Video Sales" da Billboard.[273]
- ↑g  na Itália, não obteve certificação, entretanto, foram vendidas 12 mil unidades do DVD.[274]
- ↑h  na França, esteve presente somente como parada de Fim de Ano.[275]

### Projetos paralelos
| 1995                                         | Original Soundtracks 1 (com Brian Eno, como "Passengers") - Lançado: 7 de novembro de 1995 - Gravadora: Island - Formatos: LP, cassete, CD | 46 | 11 | 40 | 14 | 35 | 15 | 76 | 32 | 9 | 38 | 12 | 28 |
| "—" Não entrou na tabela musical deste país. | |    |    |    |    |    |    |    |    |   |    |    |    |

### Box sets
| Ano  | Álbum                                                                                                |
| ---- | --- |
| 2004 | The Complete U2 - Lançamento: 23 de novembro de 2004 - Gravadora: Island - Formato: Download digital |

## Filmes e documentários
| Ano  | Álbum |
| ---- | --- |
| 1988 | Rattle and Hum - Lançamento: 27 de outubro de 1988 - Distribuidora: Paramount Pictures - Formato: VHS, DVD, HD DVD, Blu-ray |
| 2008 | U2 3D - Lançamento: 23 de janeiro de 2008 - Distribuidora: National Geographic Entertainment - Formato: 3D                  |
| 2011 | From the Sky Down - Lançamento: 8 de setembro de 2011 - Distribuidora: BBC Worldwide Canadá - Formato: DVD, Blu-ray         |

### Trilhas sonoras
| 2000                                         | The Million Dollar Hotel - Lançamento: 13 de março de 2000 - Gravadora: Island - Formatos: LP, cassete, CD               | — | 18 | 10 | 19 | 17 | 16 | 12 | 52 | 9 | 30 | 27 | 26 | 104 |
| 2009                                         | Linear - Lançamento: 3 de março de 2009 - Gravadora: Interscope - Formatos: Download digital, DVD                        | — | —  | —  | —  | —  | —  | —  | —  | — | —  | —  | —  | —   |
| 2011                                         | Spider-Man: Turn Off the Dark - Lançamento: 14 de junho de 2011 - Gravadora: Interscope - Formatos: Download digital, CD | — | —  | —  | —  | —  | —  | —  | —  | — | —  | —  | —  | 86  |
| "—" Não entrou na tabela musical deste país. | |   |    |    |    |    |    |    |    |   |    |    |    |     |

## Singles
| Ano                                          | Canção                                          | Melhor posição | Melhor posição | Melhor posição | Melhor posição | Melhor posição | Melhor posição | Melhor posição | Melhor posição | Melhor posição | Melhor posição | Melhor posição | Melhor posição | Melhor posição | Melhor posição | Melhor posição | Melhor posição | Melhor posição | Melhor posição | Melhor posição | Álbum                           |
| Ano                                          | Canção                                          | ALE            | AUS            | AUT            | BEL (FL)       | BEL (VA)       | CAN            | DIN            | ESP            | EUA            | FIN            | FRA            | IRL            | ITA            | NOR            | NZL            | HOL            | UK             | SUE            | SUI            | Álbum                           |
| -------------------------------------------- | ----------------------------------------------- | -------------- | -------------- | -------------- | -------------- | -------------- | -------------- | -------------- | -------------- | -------------- | -------------- | -------------- | -------------- | -------------- | -------------- | -------------- | -------------- | -------------- | -------------- | -------------- | ------------------------------- |
| 1980                                         | "Another Day"                                   | —              | —              | —              | —              | —              | —              | —              | —              | —              | —              | —              | —              | —              | —              | —              | —              | —              | —              | —              | Não lançado em álbum            |
| 1980                                         | "11 O'Clock Tick Tock"                          | —              | —              | —              | —              | —              | —              | —              | —              | —              | —              | —              | —              | —              | —              | —              | —              | —              | —              | —              | Não lançado em álbum            |
| 1980                                         | "A Day Without Me"                              | —              | —              | —              | —              | —              | —              | —              | —              | —              | —              | —              | —              | —              | —              | —              | —              | —              | —              | —              | Boy                             |
| 1980                                         | "I Will Follow"                                 | —              | —              | —              | 21             | —              | —              | —              | 81             | —              | —              | —              | —              | —              | —              | 34             | —              | —              | —              | —              | Boy                             |
| 1981                                         | "Fire"                                          | —              | —              | —              | —              | —              | —              | —              | —              | —              | —              | —              | 4              | —              | —              | —              | —              | 35             | —              | —              | October                         |
| 1981                                         | "Gloria"                                        | —              | —              | —              | —              | —              | —              | —              | —              | —              | —              | —              | 10             | —              | —              | 15             | —              | 55             | —              | —              | October                         |
| 1982                                         | "A Celebration"                                 | —              | —              | —              | —              | —              | —              | —              | —              | —              | —              | —              | 15             | —              | —              | —              | —              | 47             | —              | —              | Não lançado em álbum            |
| 1982                                         | "I Will Follow" (ao vivo de Hattem)             | —              | —              | —              | —              | —              | —              | —              | —              | —              | —              | —              | —              | —              | —              | —              | 22             | —              | —              | —              | Não lançado em álbum            |
| 1983                                         | "New Year's Day"                                | —              | —              | —              | 17             | —              | 41             | —              | —              | 53             | —              | —              | 2              | —              | 9              | 9              | —              | 10             | 17             | —              | War                             |
| 1983                                         | "Two Hearts Beat as One"                        | —              | —              | —              | —              | —              | —              | —              | —              | —              | —              | —              | 2              | —              | —              | 16             | —              | 18             | —              | —              | War                             |
| 1983                                         | "Sunday Bloody Sunday"                          | —              | —              | —              | 11             | —              | —              | —              | —              | —              | —              | —              | —              | —              | —              | —              | 3              | —              | —              | —              | War                             |
| 1984                                         | "I Will Follow" (ao vivo da Alemanha Ocidental) | —              | —              | —              | —              | —              | —              | —              | —              | —              | —              | —              | —              | —              | —              | —              | —              | —              | —              | —              | Under a Blood Red Sky           |
| 1984                                         | "Pride (In the Name of Love)"                   | 27             | —              | —              | 6              | —              | 26             | —              | —              | 33             | —              | —              | 2              | —              | 7              | 1              | 5              | 3              | 12             | —              | The Unforgettable Fire          |
| 1985                                         | "The Unforgettable Fire"                        | —              | —              | —              | 11             | —              | —              | —              | —              | —              | —              | —              | 1              | —              | —              | 3              | 4              | 6              | —              | —              | The Unforgettable Fire          |
| 1987                                         | "With or Without You"                           | 7              | —              | 15             | 3              | —              | 1              | 37             | —              | 1              | —              | 10             | 1              | —              | —              | 5              | 2              | 4              | 13             | 10             | The Joshua Tree                 |
| 1987                                         | "I Still Haven't Found What I'm Looking For"    | 13             | —              | 10             | 20             | —              | 6              | —              | —              | 1              | —              | 37             | 1              | —              | —              | 2              | 6              | 6              | 11             | 18             | The Joshua Tree                 |
| 1987                                         | "Where the Streets Have No Name"                | 44             | —              | —              | 19             | —              | 11             | —              | —              | 13             | —              | —              | 1              | —              | —              | 1              | 7              | 4              | —              | —              | The Joshua Tree                 |
| 1987                                         | "In God's Country"                              | —              | —              | —              | —              | —              | 25             | —              | —              | 44             | —              | —              | —              | —              | —              | —              | —              | 48             | —              | —              | The Joshua Tree                 |
| 1988                                         | "One Tree Hill"                                 | —              | —              | —              | —              | —              | —              | —              | —              | —              | —              | —              | —              | —              | —              | 1              | —              | —              | —              | —              | The Joshua Tree                 |
| 1988                                         | "Desire"                                        | 9              | 1              | 19             | 7              | —              | 5              | —              | —              | 3              | —              | 37             | 1              | —              | 5              | 1              | 2              | 1              | 5              | 9              | Rattle and Hum                  |
| 1988                                         | "Angel of Harlem"                               | 31             | 18             | —              | 23             | —              | —              | —              | —              | 14             | —              | —              | 3              | —              | —              | 1              | 10             | 9              | —              | 25             | Rattle and Hum                  |
| 1989                                         | "When Love Comes to Town" (com B. B. King)      | 64             | 23             | —              | 16             | —              | 41             | —              | —              | 68             | —              | —              | 1              | —              | —              | 4              | 10             | —              | 20             | —              | Rattle and Hum                  |
| 1989                                         | "All I Want Is You"                             | —              | 2              | —              | 27             | —              | 67             | —              | —              | 83             | —              | —              | 1              | —              | —              | 2              | 12             | 4              | —              | —              | Rattle and Hum                  |
| 1991                                         | "The Fly"                                       | 5              | 1              | 5              | 9              | —              | 6              | —              | —              | 61             | —              | 6              | 1              | —              | 1              | 1              | 5              | 1              | 3              | 3              | Achtung Baby                    |
| 1991                                         | "Mysterious Ways"                               | 46             | 3              | —              | 12             | —              | 1              | —              | —              | 9              | —              | 19             | 1              | —              | —              | 3              | 13             | 13             | 17             | 13             | Achtung Baby                    |
| 1992                                         | "One"                                           | 50             | 4              | —              | 26             | —              | 1              | —              | —              | —              | —              | 13             | 1              | —              | —              | 3              | 12             | 7              | —              | 25             | Achtung Baby                    |
| 1992                                         | "Even Better Than the Real Thing"               | 28             | 11             | 8              | 21             | —              | 3              | —              | —              | 32             | —              | 34             | 3              | —              | —              | 8              | 11             | 12             | 10             | 18             | Achtung Baby                    |
| 1992                                         | "Even Better Than the Real Thing" (Remix)       | —              | —              | —              | —              | —              | —              | —              | —              | —              | —              | —              | 10             | —              | —              | —              | —              | 8              | —              | —              | Achtung Baby                    |
| 1992                                         | "Who's Gonna Ride Your Wild Horses"             | 48             | 9              | 20             | 32             | —              | 5              | —              | —              | 35             | —              | —              | 4              | —              | 10             | 13             | 14             | 14             | 19             | 24             | Achtung Baby                    |
| 1993                                         | "Numb"                                          | —              | 7              | —              | —              | —              | 9              | —              | —              | —              | —              | —              | —              | —              | —              | 13             | —              | —              | —              | —              | Zooropa                         |
| 1993                                         | "Lemon"                                         | —              | 6              | —              | 39             | —              | 20             | —              | —              | —              | —              | —              | —              | —              | —              | 4              | —              | —              | —              | —              | Zooropa                         |
| 1993                                         | "Stay (Faraway, So Close!)"                     | 88             | 5              | 22             | —              | —              | 14             | —              | —              | 61             | —              | 18             | 1              | —              | —              | 6              | 10             | —              | 13             | 20             | Zooropa                         |
| 1995                                         | "Hold Me, Thrill Me, Kiss Me, Kill Me"          | 8              | 1              | 3              | 15             | 4              | 3              | —              | —              | 16             | 4              | 10             | 1              | —              | 1              | 1              | 7              | 2              | 2              | 5              | Trilha sonora de Batman Forever |
| 1995                                         | "Miss Sarajevo"                                 | 11             | 7              | 22             | 5              | 3              | 46             | —              | —              | —              | 5              | 8              | 4              | —              | 10             | 23             | 5              | 2              | 35             | 10             | Original Soundtracks 1          |
| 1997                                         | "Discothèque"                                   | 9              | 3              | 9              | 14             | 5              | 2              | —              | —              | 10             | 1              | 12             | 1              | —              | 1              | 1              | 6              | 1              | 2              | 6              | Pop                             |
| 1997                                         | "Staring at the Sun"                            | 41             | 23             | 25             | 46             | —              | 1              | —              | —              | 26             | 4              | 49             | 4              | —              | 9              | 4              | 19             | 3              | 26             | 29             | Pop                             |
| 1997                                         | "Last Night on Earth"                           | 60             | 32             | 31             | 29             | —              | 18             | —              | —              | 57             | 6              | —              | 11             | —              | 20             | 36             | 14             | 10             | 43             | —              | Pop                             |
| 1997                                         | "Please"                                        | 26             | 21             | —              | 31             | —              | 47             | —              | —              | —              | 7              | 31             | 6              | —              | 15             | 32             | 6              | 7              | 33             | 35             | Pop                             |
| 1997                                         | "If God Will Send His Angels"                   | —              | —              | —              | 4              | —              | 26             | —              | —              | —              | 6              | —              | 11             | —              | —              | 35             | 24             | 12             | 56             | —              | Pop                             |
| 1997                                         | "Mofo"                                          | —              | 35             | —              | —              | —              | —              | —              | —              | —              | —              | —              | —              | —              | —              | —              | —              | —              | —              | —              | Pop                             |
| 1998                                         | "Sweetest Thing"                                | 21             | 6              | 7              | 23             | 33             | 1              | —              | —              | 63             | 6              | 18             | 1              | —              | 4              | 3              | 7              | 3              | 6              | 28             | The Best of 1980-1990           |
| 2000                                         | "Beautiful Day"                                 | 7              | 1              | 7              | 8              | 6              | 1              | —              | —              | 21             | 1              | 17             | 1              | 1              | 1              | 7              | 1              | 1              | 7              | 6              | All That You Can't Leave Behind |
| 2001                                         | "Stuck in a Moment You Can't Get Out Of"        | 40             | 3              | 38             | 31             | 33             | 1              | 9              | —              | 52             | 10             | 31             | 1              | 1              | 4              | 17             | 12             | 2              | 23             | 38             | All That You Can't Leave Behind |
| 2001                                         | "Elevation"                                     | 31             | 6              | 21             | 14             | 13             | 1              | 6              | —              | —              | 9              | 34             | 1              | 3              | 5              | 35             | 1              | 3              | 33             | 20             | All That You Can't Leave Behind |
| 2001                                         | "Walk On"                                       | 54             | 9              | 33             | 6              | 3              | 1              | 12             | —              | —              | 16             | 81             | 7              | —              | 17             | —              | 8              | 5              | 55             | 48             | All That You Can't Leave Behind |
| 2002                                         | "Electrical Storm"                              | 8              | 5              | 8              | 23             | 29             | 1              | 2              | —              | 77             | 2              | 18             | 2              | 1              | 4              | 5              | 4              | 5              | 13             | 5              | The Best of 1990-2000           |
| 2004                                         | "Vertigo"                                       | 9              | 5              | 4              | 16             | 9              | 2              | 1              | 1              | 31             | 2              | 12             | 1              | 1              | 2              | 5              | 2              | 1              | 2              | 6              | How to Dismantle an Atomic Bomb |
| 2005                                         | "Sometimes You Can't Make It on Your Own"       | 23             | 19             | 25             | 31             | 32             | 1              | 2              | 1              | 97             | 11             | 60             | 3              | 2              | 6              | 12             | 5              | 1              | 24             | 39             | How to Dismantle an Atomic Bomb |
| 2005                                         | "City of Blinding Lights"                       | 24             | 31             | 28             | 29             | 23             | 2              | 2              | 1              | —              | —              | 89             | 8              | 5              | —              | —              | 3              | 2              | 8              | 41             | How to Dismantle an Atomic Bomb |
| 2005                                         | "All Because of You"                            | 37             | 23             | 37             | 27             | 36             | 1              | 5              | 2              | —              | —              | —              | 4              | 2              | 13             | —              | 4              | 4              | 37             | —              | How to Dismantle an Atomic Bomb |
| 2006                                         | "One" (com Mary J. Blige)                       | 6              | —              | 1              | 6              | 10             | 35             | 7              | —              | 86             | —              | 35             | 2              | 2              | 1              | —              | 3              | 2              | 27             | 2              | The Breakthrough                |
| 2006                                         | "The Saints Are Coming" (com Green Day)         | 14             | 1              | 3              | 2              | 12             | 1              | 1              | 1              | 51             | 8              | 44             | 1              | 1              | 1              | 4              | 1              | 2              | 4              | 1              | U218 Singles                    |
| 2007                                         | "Window in the Skies"                           | 14             | 17             | 11             | 22             | 27             | 1              | 3              | 2              | —              | —              | —              | 5              | 1              | 8              | 28             | 2              | 4              | 38             | 34             | U218 Singles                    |
| 2009                                         | "Get on Your Boots"                             | 19             | 26             | 11             | 14             | 13             | 3              | —              | 20             | 37             | —              | 6              | 1              | 4              | 5              | 20             | 5              | 12             | 8              | 65             | No Line on the Horizon          |
| 2009                                         | "Magnificent"                                   | 25             | —              | 51             | 27             | 14             | 68             | —              | 41             | 79             | —              | 15             | 5              | 11             | —              | —              | 6              | 42             | 16             | 45             | No Line on the Horizon          |
| 2009                                         | "I'll Go Crazy If I Don't Go Crazy Tonight"     | 40             | —              | 34             | 18             | 18             | 72             | —              | 32             | —              | —              | 21             | 7              | —              | —              | —              | 14             | 32             | 47             | 49             | No Line on the Horizon          |
| 2013                                         | "Ordinary Love"                                 | 58             | —              | 57             | 23             | 10             | 37             | 23             | 20             | —              | —              | 31             | 13             | 1              | —              | —              | 6              | 82             | —              | 24             | Não lançado em álbum            |
| 2014                                         | "Invisible"                                     | 97             | —              | 62             | 48             | 1              | 44             | —              | —              | —              | —              | 9              | 31             | 6              | —              | —              | 66             | 65             | —              | 53             | Não lançado em álbum            |
| 2014                                         | "The Miracle (of Joey Ramone)"                  | —              | —              | —              | 35             | 27             | —              | —              | —              | —              | —              | —              | —              | —              | —              | —              | —              | —              | —              | —              | Songs of Innocence              |
| 2014                                         | "Every Breaking Wave"                           | —              | —              | —              | 7              | 18             | —              | —              | —              | —              | —              | 93             | —              | —              | —              | —              | —              | —              | —              | —              | Songs of Innocence              |
| 2015                                         | "Song for Someone"                              | —              | —              | —              | —              | —              | —              | —              | —              | —              | —              | —              | —              | —              | —              | —              | —              | —              | —              | —              | Songs of Innocence              |
| 2017                                         | "You're the Best Thing About Me"                | —              | 83             | —              | 20             | 45             | —              | —              | 8              | —              | 25             | 27             | 97             | 96             | —              | 5              | —              | 92             | —              | 60             | Songs of Experience             |
| 2018                                         | "Get Out of Your Own Way"                       | —              | —              | —              | 6              | 16             | —              | —              | —              | —              | —              | 89             | —              | —              | —              | —              | —              | —              | —              | 73             | Songs of Experience             |
| 2018                                         | "Love Is Bigger Than Anything in Its Way"       | —              | —              | —              | —              | —              | —              | —              | —              | —              | —              | —              | —              | —              | —              | —              | —              | —              | —              | —              | Songs of Experience             |
| 2019                                         | "Ahimsa" (com A. R. Rahman)                     | —              | —              | —              | —              | —              | —              | —              | —              | —              | —              | —              | —              | —              | —              | —              | —              | —              | —              | —              | Não lançado em álbum            |
| 2021                                         | "Your Song Saved My Life"                       | —              | —              | —              | —              | 41             | —              | —              | —              | 34a            | —              | —              | —              | —              | —              | —              | 33             | —              | —              | —              | Sing 2 (trilha sonora)          |
| 2023                                         | "Atomic City"                                   | —              | —              | —              | —              | —              | —              | —              | —              | 19b            | —              | —              | —              | —              | —              | 33             | 28             | 10             | —              | —              | Não lançado em álbum            |
| "—" Não entrou na tabela musical deste país. |                                                 |                |                |                |                |                |                |                |                |                |                |                |                |                |                |                |                |                |                |                |                                 |

Observações
- ↑a  presença na parada musical "Adult Alternative Airplay" da Billboard.[320]
- ↑b  presença na parada musical "Adult Pop Airplay" da Billboard.[321]

## Vídeos musicais
| Ano  | Canção                                       | Notas                                                               | Ref.                            |
| ---- | -------------------------------------------- | ------------------------------------------------------------------- | ------------------------------- |
| 1980 | "I Will Follow"                              | N/A                                                                 | [ 322 ]                         |
| 1981 | "Gloria"                                     | N/A                                                                 | [ 323 ]                         |
| 1982 | "A Celebration"                              | N/A                                                                 | [ 324 ]                         |
| 1983 | "New Year's Day"                             | N/A                                                                 | [ 325 ]                         |
| 1983 | "Two Hearts Beat as One"                     | N/A                                                                 | [ 326 ]                         |
| 1983 | "Sunday Bloody Sunday" (ao vivo)             | N/A                                                                 | [ 327 ]                         |
| 1984 | "Pride (In the Name of Love)"                | Foram gravados três vídeos musicais                                 | [ 328 ] [ 329 ] [ 330 ]         |
| 1984 | "The Unforgettable Fire"                     | N/A                                                                 | [ 331 ]                         |
| 1984 | "A Sort of Homecoming"                       | N/A                                                                 | [ 332 ]                         |
| 1985 | "Bad" (ao vivo)                              | N/A                                                                 | [ 333 ]                         |
| 1987 | "With or Without You"                        | N/A                                                                 | [ 334 ]                         |
| 1987 | "I Still Haven't Found What I'm Looking For" | N/A                                                                 | [ 335 ]                         |
| 1987 | "Where the Streets Have No Name"             | N/A                                                                 | [ 336 ]                         |
| 1987 | "Red Hill Mining Town"                       | N/A                                                                 | [ 337 ]                         |
| 1987 | "Spanish Eyes"                               | N/A                                                                 | [ 338 ]                         |
| 1987 | "In God's Country"                           | N/A                                                                 | [ 339 ]                         |
| 1987 | "One Tree Hill"                              | N/A                                                                 | [ 340 ]                         |
| 1987 | "Christmas (Baby Please Come Home)"          | N/A                                                                 | [ 341 ]                         |
| 1988 | "Desire"                                     | Foram gravados dois vídeos musicais                                 | [ 342 ] [ 343 ]                 |
| 1988 | "Angel of Harlem"                            | N/A                                                                 | [ 344 ]                         |
| 1989 | "When Love Comes to Town"                    | com participação de B. B. King; Foram gravados dois vídeos musicais | [ 345 ] [ 346 ]                 |
| 1989 | "All I Want Is You"                          | N/A                                                                 | [ 347 ]                         |
| 1990 | "Night and Day"                              | N/A                                                                 |                                 |
| 1991 | "The Fly"                                    | Foram gravados dois vídeos musicais                                 | [ 348 ] [ 349 ]                 |
| 1991 | "Mysterious Ways"                            | N/A                                                                 | [ 350 ]                         |
| 1991 | "One"                                        | Foram gravados três vídeos musicais                                 | [ 351 ] [ 352 ] [ 353 ]         |
| 1992 | "Even Better Than the Real Thing"            | Foram gravados três vídeos musicais                                 | [ 354 ] [ 355 ] [ 356 ]         |
| 1992 | "Until the End of the World"                 | N/A                                                                 | [ 357 ]                         |
| 1992 | "Who's Gonna Ride Your Wild Horses"          | N/A                                                                 | [ 358 ]                         |
| 1993 | "Love Is Blindness"                          | N/A                                                                 | [ 359 ]                         |
| 1993 | "Numb"                                       | Foram gravados dois vídeos musicais                                 | [ 360 ] [ 361 ]                 |
| 1993 | "Lemon"                                      | Foram gravados dois vídeos musicais                                 | [ 362 ] [ 363 ]                 |
| 1993 | "Stay (Faraway, So Close!)"                  | N/A                                                                 | [ 364 ]                         |
| 1993 | "I've Got You Under My Skin"                 | com participação de Frank Sinatra                                   | [ 365 ]                         |
| 1995 | "Miss Sarajevo"                              | Foram gravados dois vídeos musicais                                 | [ 366 ] [ 367 ]                 |
| 1997 | "Discothèque"                                | Foram gravados três vídeos musicais                                 | [ 368 ] [ 369 ] [ 370 ]         |
| 1997 | "Staring at the Sun"                         | Foram gravados dois vídeos musicais                                 | [ 371 ] [ 372 ]                 |
| 1997 | "Last Night on Earth"                        | Foram gravados dois vídeos musicais                                 | [ 373 ] [ 374 ]                 |
| 1997 | "Please"                                     | Foram gravados dois vídeos musicais                                 | [ 375 ] [ 376 ]                 |
| 1997 | "If God Will Send His Angels"                | N/A                                                                 | [ 377 ]                         |
| 1997 | "Mofo"                                       | N/A                                                                 | [ 378 ]                         |
| 1998 | "Sweetest Thing"                             | N/A                                                                 | [ 379 ]                         |
| 2000 | "The Ground Beneath Her Feet"                | N/A                                                                 | [ 380 ]                         |
| 2000 | "Beautiful Day"                              | Foram gravados dois vídeos musicais                                 | [ 381 ] [ 382 ]                 |
| 2001 | "Stuck in a Moment You Can't Get Out Of"     | Foram gravados três vídeos musicais                                 | [ 383 ] [ 384 ] [ 385 ]         |
| 2001 | "Walk On"                                    | Foram gravados três vídeos musicais                                 | [ 386 ] [ 387 ] [ 388 ]         |
| 2001 | "Elevation"                                  | N/A                                                                 | [ 389 ]                         |
| 2002 | "Electrical Storm"                           | N/A                                                                 | [ 390 ]                         |
| 2003 | "The Hands That Built America"               | N/A                                                                 | [ 391 ]                         |
| 2004 | "Take Me to the Clouds Above"                | com participação de LMC                                             | [ 392 ]                         |
| 2004 | "Vertigo"                                    | Foram gravados quatro vídeos musicais                               | [ 393 ] [ 394 ] [ 395 ] [ 396 ] |
| 2004 | "All Because of You"                         | N/A                                                                 | [ 397 ]                         |
| 2005 | "Sometimes You Can't Make It on Your Own"    | Foram gravados dois vídeos musicais                                 | [ 398 ] [ 399 ]                 |
| 2005 | "City of Blinding Lights"                    | N/A                                                                 | [ 400 ]                         |
| 2005 | "Original of the Species"                    | Foram gravados dois vídeos musicais                                 | [ 401 ] [ 402 ]                 |
| 2006 | "One"                                        | com participação de Mary J. Blige                                   | [ 403 ]                         |
| 2006 | "The Saints Are Coming"                      | com participação do Green Day                                       | [ 404 ]                         |
| 2006 | "Window in the Skies"                        | Foram gravados três vídeos musicais                                 | [ 405 ] [ 406 ] [ 407 ]         |
| 2008 | "I Believe in Father Christmas"              | N/A                                                                 | [ 408 ]                         |
| 2009 | "Get on Your Boots"                          | Foram gravados dois vídeos musicais                                 | [ 409 ] [ 410 ]                 |
| 2009 | "Magnificent"                                | Foram gravados dois vídeos musicais                                 | [ 411 ] [ 412 ]                 |
| 2009 | "I'll Go Crazy If I Don't Go Crazy Tonight"  | Foram gravados dois vídeos musicais                                 | [ 413 ] [ 414 ]                 |
| 2013 | "This Is"                                    | N/A                                                                 | [ 415 ]                         |
| 2013 | "Ordinary Love"                              | Foram gravados dois vídeos musicais                                 | [ 416 ] [ 417 ]                 |
| 2014 | "Invisible"                                  | N/A                                                                 | [ 418 ]                         |
| 2014 | "The Miracle (of Joey Ramone)"               | Foram gravados dois vídeos musicais                                 | [ 419 ] [ 420 ]                 |
| 2015 | "Every Breaking Wave"                        | Foram gravados dois vídeos musicais                                 | [ 421 ] [ 422 ]                 |
| 2015 | "Song for Someone"                           | Foram gravados dois vídeos musicais                                 | [ 423 ] [ 424 ]                 |
| 2017 | "You're the Best Thing About Me"             | Foram gravados dois vídeos musicais                                 | [ 425 ] [ 426 ]                 |
| 2017 | "The Blackout"                               | N/A                                                                 | [ 427 ]                         |
| 2018 | "Get Out of Your Own Way"                    | N/A                                                                 | [ 428 ]                         |
| 2018 | "American Soul"                              | N/A                                                                 | [ 429 ]                         |
| 2018 | "Love Is Bigger Than Anything In Its Way"    | Foram gravados dois vídeos musicais                                 | [ 430 ] [ 431 ]                 |
| 2021 | "Your Song Saved My Life"                    | Foram gravados dois vídeos musicais                                 | [ 432 ] [ 433 ]                 |